# Claude Van de Voorde
Claude Van de Voorde (Zelzate, 10 maart 1962) is een Belgisch luitenant-generaal en voormalig commandant van de Belgische luchtmacht.

## Levensloop
Claude Van de Voorde groeide op in Duitsland, waar zijn vader werkte voor Defensie. Hij ging drie jaar naar de Koninklijke Cadettenschool en vervolgens naar de Koninklijke Militaire School, waar hij afstudeerde met een diploma militaire en sociale wetenschappen.
In 1985 voltooide hij zijn pilotenopleiding. Vervolgens nam hij als F-16-piloot deel aan verschillende buitenlandse missies. Hij maakte deel uit van het 31ste Tiger Squadron op de vliegbasis van Kleine-Brogel. In 1994 werd hij stafofficier en in 1998 werd hij commandant van het 31ste Tiger Squadron. Hij overzag de Belgische deelname aan Operatie Allied Force van de NAVO tegen Joegoslavië tijdens de Kosovo-oorlog in 1999. Vanaf 2001 was Van de Voorde weer stafofficier van de Luchtmacht. Gepromoveerd tot kolonel werd hij in 2004 militair adviseur van de Belgische vertegenwoordiging bij de NAVO.
Van de Voorde voltooide een opleiding aan het NATO Defense College in Rome en werd in 2007 korpscommandant van de 10de Tactische Wing, de vliegbasis Kleine-Brogel. In 2009 volgde hij Gerard Van Caelenberge op als commandant van de Luchtmacht. In 2011 werd hij tevens vleugeladjudant van koning Albert II en in 2013 werd hij vleugeladjudant van koning Filip.
In 2013 werd hij tot luitenant-generaal gepromoveerd. In 2014 volgde Frederik Vansina hem op als commandant van de Luchtmacht. Van de Voorde werd kabinetschef van minister van Defensie Steven Vandeput (N-VA). In 2017 kwam hij aan het hoofd te staan van de militaire inlichtingendienst ADIV in opvolging van Eddy Testelmans. In 2020 werd hij permanent Belgisch vertegenwoordiger bij het militair comité van de NAVO.